# Академічне веслування на літніх Олімпійських іграх 2024 — одиночки (жінки)
Змагання з академічного веслування в одиночках серед чоловіків на літніх Олімпійських іграх 2024 року тривають з 27 липня до 3 серпня 2024 на Національному олімпійському морському стадіоні Іль-де-Франс у Вер-сюр-Марні. Змагаються 32 веслувальниці з 32 країн.

## Розклад
Змагання тривають вісім днів. Вказано час початку сесії. Під час однієї сесії можуть відбуватися змагання в кількох різних дисциплінах. 
Вказано центральноєвропейський літній час (UTC+2)
| Дата                     | Час   | Раунд             |
| ------------------------ | ----- | ----------------- |
| Субота, 27 липня 2024    | 10:12 | Попередні запливи |
| Неділя, 28 липня 2024    | 9:00  | Втішні запливи    |
| Понеділок, 29 липня 2024 | 9:54  | Півфінали E/F     |
| Вівторок, 30 липня 2024  | 9:30  | Чвертьфінали      |
| Середа, 31 липня 2024    | 10:14 | Півфінали C/D     |
| Четвер, 1 серпня 2024    | 9:30  | Півфінали A/B     |
| П'ятниця, 2 серпня 2024  | 9:42  | Фінал F           |
| П'ятниця, 2 серпня 2024  | 10:06 | Фінал E           |
| П'ятниця, 2 серпня 2024  | 10:30 | Фінал D           |
| Субота, 3 серпня 2024    | 9:30  | Фінал C           |
| Субота, 3 серпня 2024    | 9:54  | Фінал B           |
| Субота, 3 серпня 2024    | 10:18 | Фінал A           |

## Результати

### Попередні запливи
Перші троє веслувальниць з кожного запливу Кваліфікувалася до чвертьфіналів, а решта - потрапили до втішних запливів.

#### Заплив 1
| Місце | Доріжка | Веслувальниця       | Країна          | Час     | Нотатки |
| ----- | ------- | ------------------- | --------------- | ------- | ------- |
| 1     | 5       | Тара Ріґні          | Австралія (AUS) | 7:30.71 | Q       |
| 2     | 3       | Вірхінія Діас Rivas | Іспанія (ESP)   | 7:37.30 | Q       |
| 3     | 2       | Пейдж Баденгорст    | ПАР (RSA)       | 7:39.19 | Q       |
| 4     | 4       | Фатеме Моджаллаль   | Іран (IRI)      | 8:01.30 | В       |
| 5     | 1       | Кетлін Нобл         | Уганда (UGA)    | 8:08.90 | В       |
| 6     | 6       | Евіделія Гонсалес   | Нікарагуа (NCA) | 8:23.25 | В       |

#### Заплив 2
| Місце | Доріжка | Веслувальниця         | Країна           | Час     | Нотатки |
| ----- | ------- | --------------------- | ---------------- | ------- | ------- |
| 1     | 3       | Каролін Флорейн       | Нідерланди (NED) | 7:36.90 | Q       |
| 2     | 4       | Аурелія-Максіма Янцен | Швейцарія (SUI)  | 7:41.15 | Q       |
| 3     | 1       | Ніна Костаньшек       | Словенія (SLO)   | 7:46.30 | Q       |
| 4     | 5       | Джоані Дельгако       | Філіппіни (PHI)  | 7:56.26 | В       |
| 5     | 2       | Нієд Беншадлі         | Алжир (ALG)      | 8:06.62 | В       |
| 6     | 6       | Маждулін ель-Аллауї   | Марокко (MAR)    | 8:30.47 | В       |

#### Заплив 3
| Місце | Доріжка | Веслувальниця    | Країна              | Час     | Нотатки |
| ----- | ------- | ---------------- | ------------------- | ------- | ------- |
| 1     | 3       | Емма Твігг       | Нова Зеландія (NZL) | 7:34.97 | Q       |
| 2     | 4       | Ганна Пракатень  | Узбекистан (UZB)    | 7:37.80 | Q       |
| 3     | 2       | Кенія Лечуга     | Мексика (MEX)       | 7:46.11 | Q       |
| 4     | 1       | Алехандра Алонсо | Парагвай (PAR)      | 7:52.44 | В       |
| 5     | 5       | Яріульвіс Кобас  | Куба (CUB)          | 8:11.13 | В       |

#### Заплив 4
| Місце | Доріжка | Веслувальниця      | Країна                           | Час     | Нотатки |
| ----- | ------- | ------------------ | -------------------------------- | ------- | ------- |
| 1     | 2       | Вікторія Сенкутея  | Литва (LTU)                      | 7:30.01 | Q       |
| 2     | 5       | Тетяна Климович    | Допущені нейтральні атлети (ANA) | 7:34.31 | Q       |
| 3     | 3       | Беатріс Таварес    | Бразилія (BRA)                   | 7:49.66 | Q       |
| 4     | 4       | Еліс Озбай         | Туреччина (TUR)                  | 7:57.06 | В       |
| 5     | 1       | Адріана Сангінетті | Перу (PER)                       | 8:03.87 | В       |

#### Заплив 5
| Місце | Доріжка | Веслувальниця      | Країна            | Час     | Нотатки |
| ----- | ------- | ------------------ | ----------------- | ------- | ------- |
| 1     | 3       | Александра Фестер  | Німеччина (GER)   | 7:36.35 | Q       |
| 2     | 1       | Десислава Ангелова | Болгарія (BUL)    | 7:42.73 | Q       |
| 3     | 5       | Діана Димченко     | Азербайджан (AZE) | 7:52.53 | Q       |
| 4     | 2       | Фам Тхі Х'єн       | В'єтнам (VIE)     | 8:03.84 | В       |
| 5     | 4       | Сайїда Айсія       | Сінгапур (SGP)    | 8:17.04 | В       |

#### Заплив 6
| Місце | Доріжка | Веслувальниця    | Країна        | Час     | Нотатки |
| ----- | ------- | ---------------- | ------------- | ------- | ------- |
| 1     | 2       | Кара Колер       | США (USA)     | 7:32.46 | Q       |
| 2     | 5       | Магдалена Лобніг | Австрія (AUT) | 7:39.39 | Q       |
| 3     | 3       | Йована Арсич     | Сербія (SRB)  | 7:52.53 | Q       |
| 4     | 1       | Суад аль-Факаан  | Кувейт (KUW)  | 8:16.32 | В       |
| 5     | 4       | Акоко Комланві   | Того (TOG)    | 8:44.88 | В       |

### Втішний заплив
Перші двоє з кожного запливу виходять до чвертьфіналів; решта потрапляють до півфіналів E/F (не претендують на медалі).

#### Втішний заплив 1
| Місце | Доріжка | Веслувальниця     | Країна          | Час     | Нотатки |
| ----- | ------- | ----------------- | --------------- | ------- | ------- |
| 1     | 3       | Джоані Дельгако   | Філіппіни (PHI) | 7:55.00 | Q       |
| 2     | 4       | Фам Тхі Х'єн      | В'єтнам (VIE)   | 8:00.97 | Q       |
| 3     | 2       | Яріульвіс Кобас   | Куба (CUB)      | 8:10.64 | E/F     |
| 4     | 1       | Евіделія Гонсалес | Нікарагуа (NCA) | 8:26.23 | E/F     |
| 5     | 5       | Акоко Комланві    | Того (TOG)      | 8:43.11 | E/F     |

#### Втішний заплив 2
| Місце | Доріжка | Веслувальниця     | Країна          | Час     | Нотатки |
| ----- | ------- | ----------------- | --------------- | ------- | ------- |
| 1     | 2       | Фатеме Моджаллаль | Іран (IRI)      | 7:56.48 | Q       |
| 2     | 3       | Еліс Озбай        | Туреччина (TUR) | 8:00.00 | Q       |
| 3     | 4       | Нієд Беншадлі     | Алжир (ALG)     | 8:10.34 | E/F     |
| 4     | 1       | Сайїда Айсія      | Сінгапур (SGP)  | 8:23.03 | E/F     |

#### Втішний заплив 3
| Місце | Доріжка | Веслувальниця       | Країна         | Час     | Нотатки |
| ----- | ------- | ------------------- | -------------- | ------- | ------- |
| 1     | 2       | Алехандра Алонсо    | Парагвай (PAR) | 7:57.14 | Q       |
| 2     | 4       | Адріана Сангінетті  | Перу (PER)     | 8:07.05 | Q       |
| 3     | 1       | Кетлін Нобл         | Уганда (UGA)   | 8:15.10 | E/F     |
| 4     | 5       | Суад аль-Факаан     | Кувейт (KUW)   | 8:28.89 | E/F     |
| 5     | 3       | Маждулін ель-Аллауї | Марокко (MAR)  | 8:42.07 | E/F     |

### Чвертьфінали
Перші троє з кожного запливу кваліфікуються до півфіналів A/B, решта - потрапляють до півфіналів C/D

#### Чвертьфінал 1
| Місце | Доріжка | Веслувальниця      | Країна          | Час     | Нотатки |
| ----- | ------- | ------------------ | --------------- | ------- | ------- |
| 1     | 4       | Тара Ріґні         | Австралія (AUS) | 7:30.57 | QAB     |
| 2     | 3       | Кара Колер         | США (USA)       | 7:34.96 | QAB     |
| 3     | 5       | Десислава Ангелова | Болгарія (BUL)  | 7:41.25 | QAB     |
| 4     | 2       | Беатріс Таварес    | Бразилія (BRA)  | 7:47.29 | QCD     |
| 5     | 1       | Адріана Сангінетті | Перу (PER)      | 7:57.84 | QCD     |
| 6     | 6       | Фатеме Моджаллаль  | Іран (IRI)      | 8:00.37 | QCD     |

#### Чвертьфінал 2
| Місце | Доріжка | Веслувальниця       | Країна                           | Час     | Нотатки |
| ----- | ------- | ------------------- | -------------------------------- | ------- | ------- |
| 1     | 3       | Каролін Флорейн     | Нідерланди (NED)                 | 7:29.07 | QAB     |
| 2     | 4       | Александра Фестер   | Німеччина (GER)                  | 7:30.98 | QAB     |
| 3     | 5       | Тетяна Климович     | Допущені нейтральні атлети (ANA) | 7:34.30 | QAB     |
| 4     | 6       | Алехандра Алонсо    | Парагвай (PAR)                   | 7:47.40 | QCD     |
| 5     | 2       | Кенія Лечуга Аланіс | Мексика (MEX)                    | 7:50.35 | QCD     |
| 6     | 1       | Фам Тхі Х'єн        | В'єтнам (VIE)                    | 7:56.96 | QCD     |

#### Чвертьфінал 3
| Місце | Доріжка | Веслувальниця                   | Країна              | Час     | Нотатки |
| ----- | ------- | ------------------------------- | ------------------- | ------- | ------- |
| 1     | 3       | Емма Твігг                      | Нова Зеландія (NZL) | 7:26.89 | QAB     |
| 2     | 2       | Aurelia-Maxima Katharina Janzen | Швейцарія (SUI)     | 7:31.12 | QAB     |
| 3     | 4       | Вірхінія Діас Rivas             | Іспанія (ESP)       | 7:34.01 | QAB     |
| 4     | 1       | Діана Димченко                  | Азербайджан (AZE)   | 7:53.76 | QCD     |
| 5     | 5       | Йована Арсич                    | Сербія (SRB)        | 7:56.18 | QCD     |
| 6     | 6       | Джоані Дельгако                 | Філіппіни (PHI)     | 7:58.30 | QCD     |

#### Чвертьфінал 4
| Місце | Доріжка | Веслувальниця     | Країна           | Час     | Нотатки |
| ----- | ------- | ----------------- | ---------------- | ------- | ------- |
| 1     | 3       | Вікторія Сенкутея | Литва (LTU)      | 7:33.35 | QAB     |
| 2     | 4       | Ганна Пракатень   | Узбекистан (UZB) | 7:35.91 | QAB     |
| 3     | 2       | Магдалена Лобніг  | Австрія (AUT)    | 7:40.07 | QAB     |
| 4     | 5       | Пейдж Баденгорст  | ПАР (RSA)        | 7:44.03 | QCD     |
| 5     | 1       | Ніна Костаньшек   | Словенія (SLO)   | 7:56.31 | QCD     |
| 6     | 6       | Еліс Озбай        | Туреччина (TUR)  | 7:56.51 | QCD     |

### Півфінали
Перші двоє з кожного запливу кваліфікуються до вищого фіналу (E, C, A), решта - до нижчого (F, D, B).

#### Півфінал A/B 1
| Місце | Доріжка | Веслувальниця                   | Країна           | Час     | Нотатки |
| ----- | ------- | ------------------------------- | ---------------- | ------- | ------- |
| 1     | 3       | Каролін Флорейн                 | Нідерланди (NED) | 7:21.26 | FA      |
| 2     | 4       | Тара Ріґні                      | Австралія (AUS)  | 7:23.58 | FA      |
| 3     | 6       | Десислава Ангелова              | Болгарія (BUL)   | 7:27.16 | FA      |
| 4     | 2       | Ганна Пракатень                 | Узбекистан (UZB) | 7:29.28 | FB      |
| 5     | 5       | Aurelia-Maxima Katharina Janzen | Швейцарія (SUI)  | 7:31.65 | FB      |
| 6     | 1       | Вірхінія Діас Rivas             | Іспанія (ESP)    | 7:37.52 | FB      |

#### Півфінал A/B 2
| Місце | Доріжка | Веслувальниця     | Країна                           | Час     | Нотатки |
| ----- | ------- | ----------------- | -------------------------------- | ------- | ------- |
| 1     | 3       | Емма Твігг        | Нова Зеландія (NZL)              | 7:17.19 | FA      |
| 2     | 4       | Вікторія Сенкутея | Литва (LTU)                      | 7:19.15 | FA      |
| 3     | 2       | Кара Колер        | США (USA)                        | 7:22.33 | FA      |
| 4     | 5       | Александра Фестер | Німеччина (GER)                  | 7:24.63 | FB      |
| 5     | 1       | Тетяна Климович   | Допущені нейтральні атлети (ANA) | 7:26.56 | FB      |
| 6     | 6       | Магдалена Лобніг  | Австрія (AUT)                    | 7:40.02 | FB      |

#### Півфінал C/D 1
| Місце | Доріжка | Веслувальниця     | Країна          | Час     | Нотатки |
| ----- | ------- | ----------------- | --------------- | ------- | ------- |
| 1     |         | Йована Арсич      | Сербія (SRB)    | 7:44.60 | FC      |
| 2     |         | Ніна Костаньшек   | Словенія (SLO)  | 7:48.86 | FC      |
| 3     |         | Беатріс Таварес   | Бразилія (BRA)  | 7:49.96 | FC      |
| 4     |         | Алехандра Алонсо  | Парагвай (PAR)  | 7:56.50 | FD      |
| 5     |         | Джоані Дельгако   | Філіппіни (PHI) | 8:00.18 | FD      |
| 6     |         | Фатеме Моджаллаль | Іран (IRI)      | 8:06.23 | FD      |

#### Півфінал C/D 2
| Місце | Доріжка | Веслувальниця       | Країна            | Час     | Нотатки |
| ----- | ------- | ------------------- | ----------------- | ------- | ------- |
| 1     |         | Пейдж Баденгорст    | ПАР (RSA)         | 7:55.91 | FC      |
| 2     |         | Кенія Лечуга Аланіс | Мексика (MEX)     | 7:58.00 | FC      |
| 3     |         | Діана Димченко      | Азербайджан (AZE) | 7:59.23 | FC      |
| 4     |         | Еліс Озбай          | Туреччина (TUR)   | 8:02.47 | FD      |
| 5     |         | Адріана Сангінетті  | Перу (PER)        | 8:17.84 | FD      |
| 6     |         | Фам Тхі Х'єн        | В'єтнам (VIE)     | 8:22.85 | FD      |

#### Півфінал E/F 1
| Місце | Доріжка | Веслувальниця   | Країна         | Час     | Нотатки |
| ----- | ------- | --------------- | -------------- | ------- | ------- |
| 1     | 2       | Яріульвіс Кобас | Куба (CUB)     | 8:36.16 | FE      |
| 2     | 3       | Саїда Айшья     | Сінгапур (SGP) | 8:47.41 | FE      |
| 3     | 1       | Суад аль-Факаан | Кувейт (KUW)   | 9:01.78 | FE      |
| 4     | 1       | Акоко Комланві  | Того (TOG)     | 9:16.28 | FF      |

#### Півфінал E/F 2
| Місце | Доріжка | Веслувальниця       | Країна          | Час     | Нотатки |
| ----- | ------- | ------------------- | --------------- | ------- | ------- |
| 1     | 1       | Нієд Беншадлі       | Алжир (ALG)     | 8:34.67 | FE      |
| 2     | 2       | Кетлін Нобл         | Уганда (UGA)    | 8:38.70 | FE      |
| 3     | 3       | Евіделія Гонсалес   | Нікарагуа (NCA) | 8:43.78 | FE      |
| 4     | 4       | Маждулін ель-Аллауї | Марокко (MAR)   | 8:49.70 | FF      |

### Фінальна частина

#### Фінал F
| Місце | Доріжка | Веслувальниця       | Країна        | Час     | Нотатки |
| ----- | ------- | ------------------- | ------------- | ------- | ------- |
| 31    | 2       | Маждулін ель-Аллауї | Марокко (MAR) | 8:20.81 |         |
| 32    | 1       | Акоко Комланві      | Того (TOG)    | 8:46.73 |         |

#### Фінал E
| Місце | Доріжка | Веслувальниця     | Країна          | Час     | Нотатки |
| ----- | ------- | ----------------- | --------------- | ------- | ------- |
| 25    | 4       | Нієд Беншадлі     | Алжир (ALG)     | 7:54.25 |         |
| 26    | 2       | Кетлін Нобл       | Уганда (UGA)    | 7:56.10 |         |
| 27    | 3       | Яріульвіс Кобас   | Куба (CUB)      | 7:57.99 |         |
| 28    | 5       | Саїда Айшья       | Сінгапур (SGP)  | 8:03.29 |         |
| 29    | 6       | Суад аль-Факаан   | Кувейт (KUW)    | 8:05.18 |         |
| 30    | 1       | Евіделія Гонсалес | Нікарагуа (NCA) | 8:08.61 |         |

#### Фінал D
| Місце | Доріжка | Веслувальниця      | Країна          | Час     | Нотатки |
| ----- | ------- | ------------------ | --------------- | ------- | ------- |
| 19    | 4       | Алехандра Алонсо   | Парагвай (PAR)  | 7:42.09 |         |
| 20    | 2       | Джоані Дельгако    | Філіппіни (PHI) | 7:43.83 |         |
| 21    | 1       | Фатеме Моджаллаль  | Іран (IRI)      | 7:46.08 |         |
| 22    | 3       | Еліс Озбай         | Туреччина (TUR) | 7:46.95 |         |
| 23    | 6       | Фам Тхі Х'єн       | В'єтнам (VIE)   | 7:47.84 |         |
| 24    | 5       | Адріана Сангінетті | Перу (PER)      | 7:49.31 |         |

#### Фінал C
| Місце | Доріжка | Веслувальниця       | Країна            | Час     | Нотатки |
| ----- | ------- | ------------------- | ----------------- | ------- | ------- |
| 13    | 4       | Йована Арсич        | Сербія (SRB)      | 7:26.09 |         |
| 14    | 3       | Пейдж Баденгорст    | ПАР (RSA)         | 7:27.76 |         |
| 15    | 6       | Беатріс Таварес     | Бразилія (BRA)    | 7:31.31 |         |
| 16    | 2       | Кенія Лечуга Аланіс | Мексика (MEX)     | 7:31.99 |         |
| 17    | 1       | Діана Димченко      | Азербайджан (AZE) | 7:35.19 |         |
| 18    | 5       | Ніна Костаньшек     | Словенія (SLO)    | 7:39.00 |         |

#### Фінал B
| Місце | Доріжка | Веслувальниця                   | Країна                           | Час     | Нотатки |
| ----- | ------- | ------------------------------- | -------------------------------- | ------- | ------- |
| 7     | 3       | Александра Фестер               | Німеччина (GER)                  | 7:23.53 |         |
| 8     | 5       | Тетяна Климович                 | Допущені нейтральні атлети (ANA) | 7:25.61 |         |
| 9     | 2       | Aurelia-Maxima Katharina Janzen | Швейцарія (SUI)                  | 7:27.01 |         |
| 10    | 1       | Магдалена Лобніг                | Австрія (AUT)                    | 7:30.54 |         |
| 11    | 4       | Ганна Пракатень                 | Узбекистан (UZB)                 | 7:33.57 |         |
| 12    | 6       | Вірхінія Діас Rivas             | Іспанія (ESP)                    | 7:34.61 |         |

#### Фінал A
| Місце | Доріжка | Веслувальниця      | Країна              | Час     | Нотатки |
| ----- | ------- | ------------------ | ------------------- | ------- | ------- |
| 1     | 3       | Каролін Флорейн    | Нідерланди (NED)    | 7:17.28 |         |
| 2     | 4       | Емма Твігг         | Нова Зеландія (NZL) | 7:19.14 |         |
| 3     | 5       | Вікторія Сенкутея  | Литва (LTU)         | 7:20.85 |         |
| 4     | 2       | Тара Ріґні         | Австралія (AUS)     | 7:21.38 |         |
| 5     | 6       | Кара Колер         | США (USA)           | 7:25.07 |         |
| 6     | 1       | Десислава Ангелова | Болгарія (BUL)      | 7:33.19 |         |